# Tiupina-Niwa
Tiupina-Niwa (ros. Тюпина-Нива) – wieś (ros. деревня, trb. dieriewnia) w zachodniej Rosji, w osiedlu wiejskim Titowszczinskoje rejonu diemidowskiego w obwodzie smoleńskim.

## Geografia
Miejscowość położona jest 1 km od drogi regionalnej 66K-28 (R120 – Rudnia – Diemidow), 2 km od drogi regionalnej 66K-11 (R120 / Olsza – Diemidow – Wieliż – granica z obwodem pskowskim), 1 km od centrum administracyjnego osiedla wiejskiego (Titowszczina), 2,5 km od centrum administracyjnego rejonu (Diemidow), 61,5 km od stolicy obwodu (Smoleńsk), 33 km od granicy z Białorusią.
W granicach miejscowości znajdują się ulice: Kasplanskaja, Nowaja.

## Demografia
W 2010 r. miejscowość zamieszkiwało 67 osób.

## Historia
W czasie II wojny światowej od lipca 1941 roku wieś była okupowana przez hitlerowców. Wyzwolenie nastąpiło we wrześniu 1943 roku.